# Hermann Nothnagel

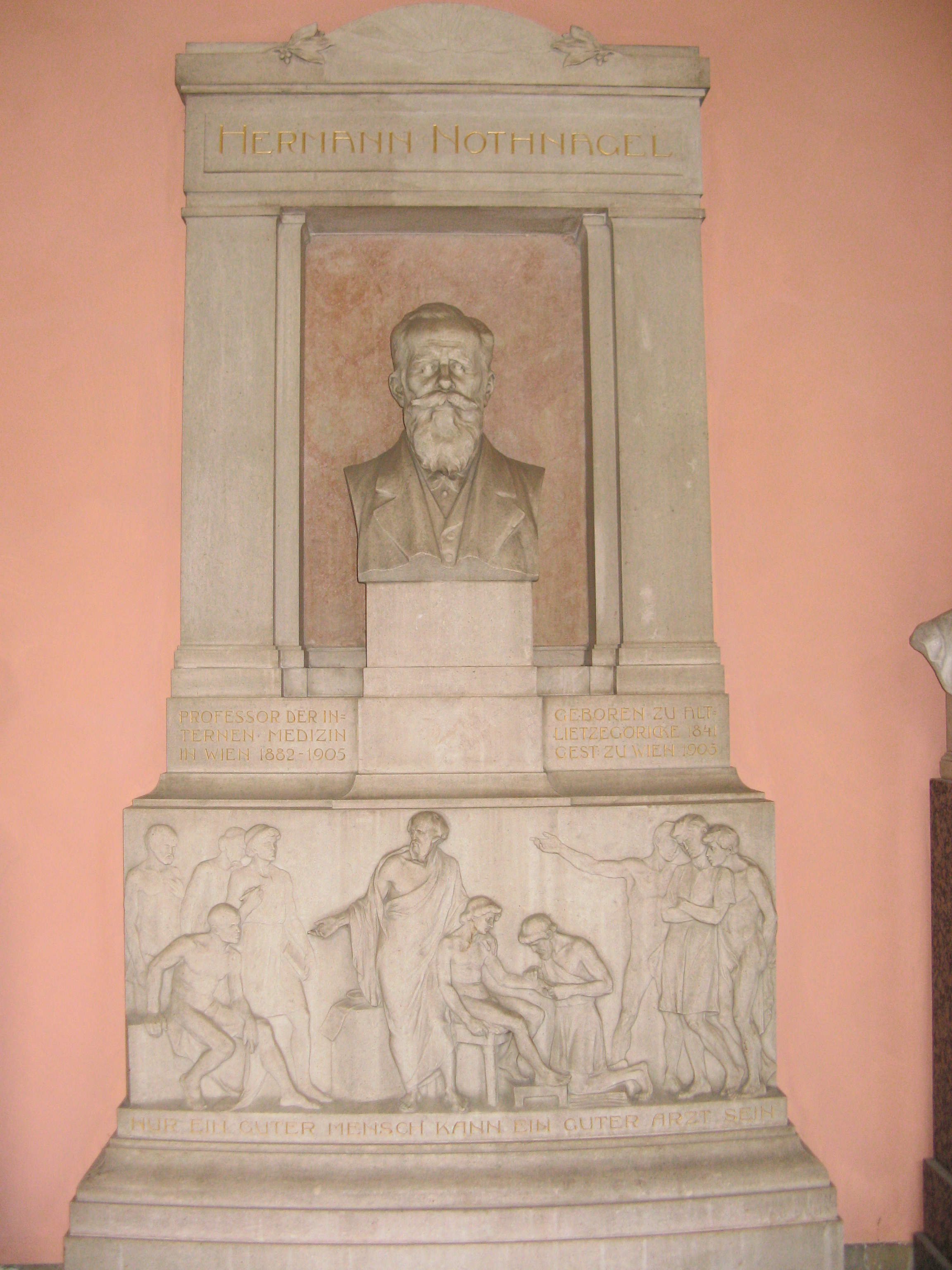
Monumento a Hermann Nothnagel na universidade de Viena

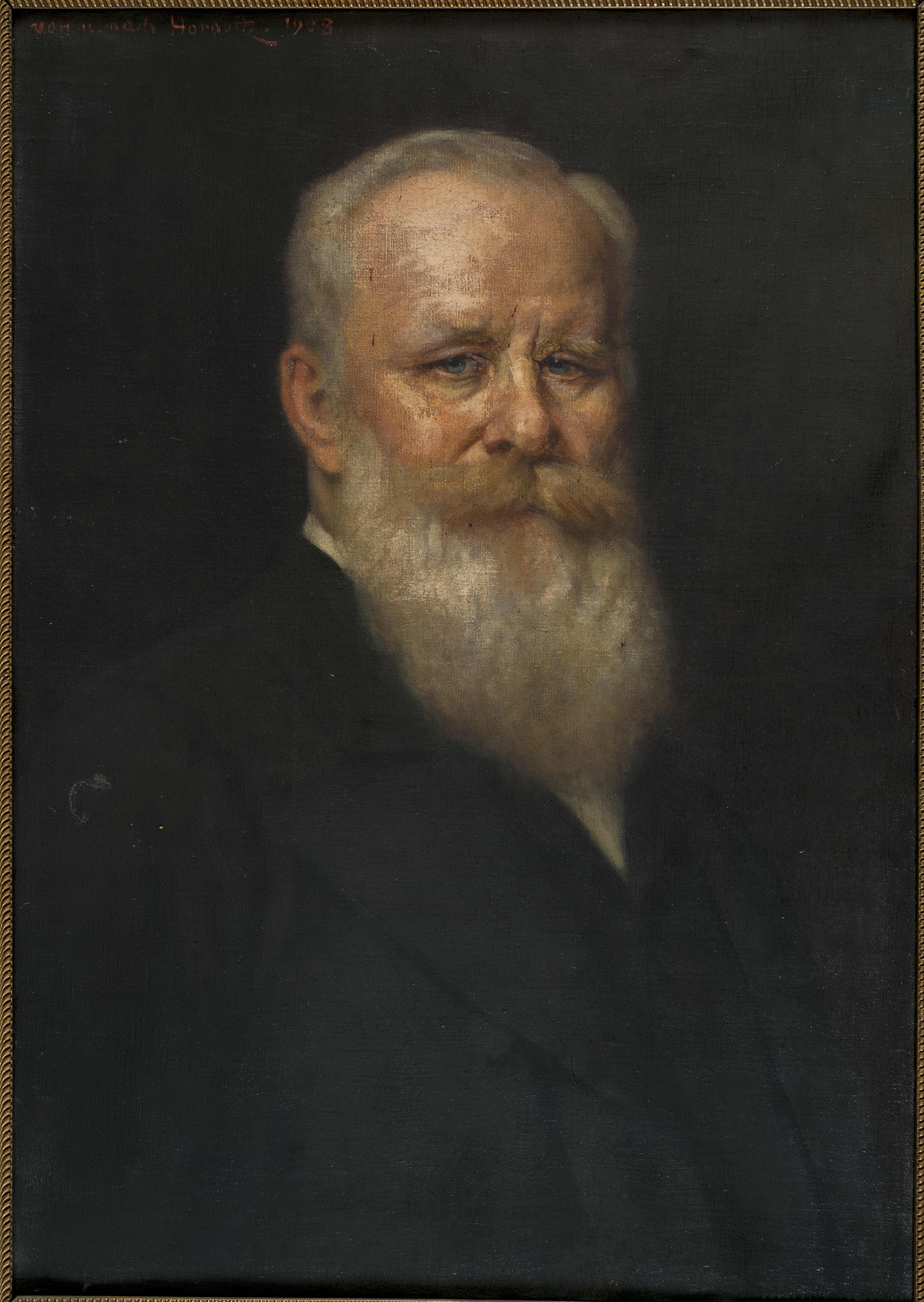
Hermann Nothnagel, pintura a óleo por Leopold Horovitz, 1908

Carl Wilhelm Hermann Nothnagel (Stare Łysogórki, Marca de Brandemburgo, 28 de setembro de 1841 – Viena, 7 de julho de 1905) foi um clínico médico alemão.

## publicações
Em colaboração com outros médicos publicou "Specielle Pathologie und Therapie", um manual de medicina em 24 volumes. Edições anteriores desta obra foram editadas por Rudolf Virchow (de 1854 a 1876) e Hugo Wilhelm von Ziemssen (de 1875 a 1885) como "Handbuch der speciellen Pathologie und Therapie".
- Handbuch der Arzneimittellehre. 1870. (Digital 4th edition from 1880 by the University and State Library Düsseldorf); with Michael Joseph Rossbach, from the 3rd edition onward.
- Über den epileptischen Anfall. (in Richard von Volkmann's Sammlung klinischer Vorträge), 1872
- Über die Diagnose und Aetiologie der einseitigen Lungenschrumpfung. (in Volkmann's Sammlung klinischer Vorträge, 1874.
- Über Neuritis in diagnostischer und pathologischer Beziehung. (in Volkmann's Sammlung klinischer Vorträge), 1876.
- Anämie und Hyperämie, Blutungen und Erweichungen des Gehirns.
- Epilepsie. (in Ziemssen's Handbuch der speciellen Pathologie und Therapie).
- Tophische Diagnostik der Gehirnkrankheiten. Eine klinische Studie. 1879.
- Die Symptomatologie der Darmgeschwüre. (in Volkmann's Sammlung klinischer Vorträge), 1881.
- Beiträge zur Physiologie und Pathologie des Darms. 1884.
- Vorträge über die Diagnose bei den Gehirnkrankheiten. 1887.
- Specielle Pathologie und Therapie. 1894–1905, 24 volumes.
- Die Erkrankungen des Darms und des Peritoneum. (in Ziemmsen's Handbuch der speciellen Pathologie und Therapie).